# Богашева, Наталия Владиславовна
Наталия Валадиславовна Богашева (род. 17 декабря 1960, Инта Коми АССР, РСФСР) — украинский государственный и политический деятель. Народный депутат Украины 5 созыва.

## Биография
Окончила Киевский политехнический институт (1984), по специальности «электронные вычислительные машины» и Киевский национальный университет имени Тараса Шевченко (2000), по специальности «правоведение».
В 1978—1979 годах была бухгалтером Центральной аптеки № 7 Шевченковского района города Киева. С сентября 1979 по сентябрь 1981 — техник-электрик и техник-конструктор Киевского завода автоматики имени Петровского. С сентября 1981 по сентябрь 1993 года была инженером и инженером-электриком Киевского специального конструкторско-технологического бюро «Днепр». С сентября 1993 по январь 1994 года — судебный исполнитель Октябрьского районного суда Управление юстиции Киевской горгосадминистрации. В 1994 году была исполнительным директором украинского-канадского совместного предприятия «Теолта-К», в Киеве. С июня 1994 по март 1999 года — референт, и. о. руководителя орготдела, руководитель орготдела секретариата Народного руха Украины.
С марта 1999 по май 2006 года — помощник-консультант народного депутата Украины. Народный депутат Украины 5 созыва с апреля 2006 по июнь 2007 от Блока «Наша Украина», № 76 в списке. Была председателем подкомитета по вопросам избирательного законодательства и объединения граждан Комитета по вопросам государственного строительства, региональной политики и местного самоуправления (с июля 2006), членом фракции Блока «Наша Украина» (с апреля 2006). Сложила депутатские полномочия 15 июня 2007.
С ноября 2007 года по январь 2008 года была советником Президента Украины, с декабря 2007 по март 2010 года была заместителем Министра юстиции Украины
Государственный служащий 5-го ранга (с декабря 2007), 4-го ранга (января 2009).